# Pasiteja (luna)
Pasiteja (grško Πασιθέη: Pasitée) je Jupitrov naravni satelit (luna). Spada med  nepravilne lune z retrogradnim gibanjem. Je članica Karmine skupine Jupitrovih lun, ki krožijo okoli Jupitra v razdalji od 23 do 24 Gm in imajo naklon tira okoli 165°. 
Luno Pasitejo je leta 2001 odkrila skupina astronomov, ki jo je vodil Scott S. Sheppard z Univerze Havajev. Prvotno so jo označili kot S/2003 J 6. Znana je tudi kot Jupiter XXXVIII. Ime je dobila po hariti Pasiteji iz grške mitologije .
Luna Pasiteja ima premer okoli 2 km in obkroža Jupiter v povprečni razdalji 23,307.000 km. Obkroži ga v  719  dneh 10  urah  in 34 minutah po krožnici z veliko izsrednostjo, ki ima naklon tira okoli 166 ° glede na ekliptiko oziroma 164 ° in na ekvator Jupitra. 
Njena gostota je ocenjena na 2,6 g/cm3, kar kaže, da je sestavljena iz kamnin. 
Luna izgleda zelo temna, ima odbojnost 0,04. Njen navidezni sij je 23,2 m.